# FKズラティボル・チャイェティナ
フドバルスキ・クルブ・ズラティボル・チャイェティナ（セルビア語: Фудбалски клуб Златибор Чајетина, セルビア・クロアチア語: Fudbalski klub Zlatibor Čajetina）は、セルビアのチャイェティナをホームタウンとするサッカークラブである。

## 歴史
1945年に創設された。
クラブは創設以来、下位リーグに参加していたが、2013-14シーズンがターニングポイントとなった。
2013-14シーズンに5部のズラティボル郡リーグで1位になり、4部のドリナ地方リーグに昇格した。
2014-15シーズンにドリナ地方リーグで2位の成績を残した。2015-16シーズンに1位になり、3部のスルプスカリーガ・西に昇格した。
スルプスカリーガのデビューシーズンに5位の成績を残した。2017-18シーズンは最終節にカラジョルジェ・トポラをアディショナルタイムの2得点で破って優勝を決め、2部のプルヴァリーガに昇格した。2位のスロガ・ポジェガとは同勝ち点であったが、当該チーム間の対戦成績で上回ったズラティボルが1位になった。
2018-19シーズンにプルヴァリーガで6位の成績を残した。2019-20シーズンに優勝してスーペルリーガに昇格した。2位のグラフィチャルとは同勝ち点であったが、当該チーム間の対戦成績で上回ったズラティボルが1位になった。グラフィチャルは3位のメタラツ・ゴルニ・ミラノヴァツ、4位のOFKバチュカと共にスーペルリーガ昇格圏内で終えたが、スーペルリーガ所属のレッドスター・ベオグラードのリザーブチームであることが問題になり、スーペルリーガ昇格を辞退した。グラフィチャルの代わりに10位のノヴィ・パザルが昇格した。

## 獲得タイトル

### 国内タイトル
- セルビア・プルヴァ・リーガ：1回
  - 2019-20

- セルビア・スルプスカ・リーガ：1回
  - 2017-18 (西)

### 国際タイトル
- なし

## 過去の成績
| シーズン | ディビジョン               | ディビジョン | ディビジョン | ディビジョン | ディビジョン | ディビジョン | ディビジョン | ディビジョン | ディビジョン | セルビア・カップ |
| シーズン | リーグ                     | 試           | 勝           | 分           | 敗           | 得           | 失           | 点           | 順位         | セルビア・カップ |
| -------- | -------------------------- | ------------ | ------------ | ------------ | ------------ | ------------ | ------------ | ------------ | ------------ | ---------------- |
| 2018–19  | セルビア・プルヴァ・リーガ | 37           | 18           | 3            | 16           | 48           | 42           | 32           | 6位          |                  |
| 2019–20  | セルビア・プルヴァ・リーガ | 30           | 14           | 12           | 4            | 33           | 18           | 54           | 1位          | ベスト32         |
| 2020-21  | セルビア・スーペルリーガ   |              |              |              |              |              |              |              | 位           |                  |

## 歴代所属選手
- ボグダン・プラニッチ 2010-2011
- ミロシュ・ストヤノヴィッチ 2019
- 清本宙矢 2019-2020
- 立花凌 2019-2020
- ネマニャ・ストイッチ 2020
- イブラヒム・ムスタファ 2020
- ネマニャ・イヴァノヴィッチ 2020-2021
- ステファン・トリプコヴィッチ 2023